# Viaduc de Meaux
Le viaduc de Meaux est un viaduc en courbe de l'autoroute française A140 situé sur le territoire des communes de Mareuil-lès-Meaux et d'Isles-lès-Villenoy, dans le département de Seine-et-Marne, en France. En allant du sud-est vers le nord, il traverse successivement le canal de Meaux à Chalifert, la Marne, la ligne de Paris à Strasbourg, le canal de l'Ourcq et la route départementale D5.